# Olimpíada d'escacs de 1958

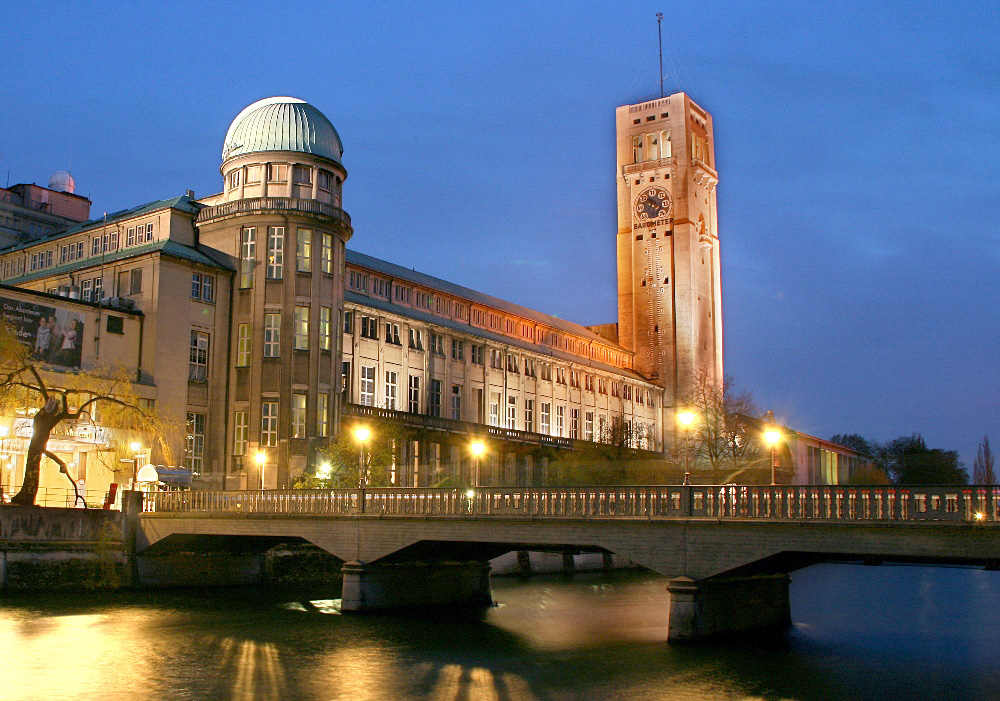
Imatge del Deutsches Museum, seu de la competició.

L'olimpíada d'escacs de 1958 fou la tretzena Olimpíada oficial d'escacs. Organitzada per la FIDE, es va celebrar entre el 30 de setembre i el 23 d'octubre a Múnic, durant les celebracions pel vuit-cents aniversari de la fundació de la ciutat. L'única competició disputada fou un torneig obert.

## Torneig
Al torneig hi participaren 207 jugadors de 36 països; per primera vegada s'hi van incloure dos països africans (Sud-àfrica i Tunísia). Igual que en edicions anteriors, el format del torneig preveia diversos grup inicials (en aquest cas quatre, de nou equips), seguit de tres finals amb 12 equips cadascuna.

### Primera fase
En el primer grup, darrere la Unió Soviètica, la batalla per la classificació a la final es va produir principalment entre Bulgària, Àustria i els Països Baixos, els perdedors van ser aquests darrers, que van perdre amb Dinamarca a la penúltima jornada, i només van obtenir 3 punts contra Puerto Rico, en comptes dels 3,5 que necessitaven. Al grup 2, Espanya va resultar ser la sorpresa del torneig, guanyant set de les vuit primeres partides jugades.
Al tercer grup, Anglaterra va ser capaç d'aconseguir la classificació amb Hongria i Polònia; Colòmbia, no va poder entrar a la baralla, tot i que se les va arreglar per vèncer als hongaresos i empatar amb Anglaterra i Polònia. Finalment, al grup 4, l'última ronda va presentar el desafiament entre el Suïssa (que, abans de perdre amb Grècia, tenia un bon avantatge) i el Canadà, que no pogué obtenir els 3 punts que necessitava per classificar-se.
A la següent taula, cada columna representa un grup; els classificats per a la "Final A" es ressalten en negreta, mentre que els participants per a la "Final B" són en cursiva.
| - Àustria - Bulgària - Dinamarca - França - Irlanda - Itàlia - Països Baixos - Puerto Rico - Unió Soviètica | - Finlàndia - RFA - Iran - Islàndia - Israel - Noruega - Espanya - Estats Units - Sud-àfrica | - Argentina - Colòmbia - Filipines - RDA - Anglaterra - Líban - Polònia - Escòcia - Hongria | - Bèlgica - Canadà - Txecoslovàquia - Grècia - Iugoslàvia - Portugal - Suècia - Suïssa - Tunísia |

### Segona fase
El començament de la segona etapa va ser equilibrat, amb una sèrie d'empats o victòries per la mínima entre els equips favorits. Després de cinc rondes, la Unió Soviètica i Iugoslàvia estaven empatats en el primer lloc, seguits de l'Argentina i els Estats Units. Després d'un empat amb els argentins, però, els soviètics van guanyar tots els matxs restants per un ampli marge, guanyant l'or amb cinc punts i mig per davant de Iugoslàvia, que al seu torn distancià quatre punts i mig l'Argentina, que resistí la recuperació dels EUA.

### Resultats absoluts

#### Final A
| Pos.              | Equip          | Jugadors | Punts |
| ----------------- | -------------- | --- | ----- |
| Medalla d'or      | Unió Soviètica | GM Mikhaïl Botvínnik, GM Vassili Smislov, GM Paul Keres, GM David Bronstein, GM Mikhaïl Tal GM Tigran Petrossian               | 34,5  |
| Medalla de plata  | Iugoslàvia     | GM Svetozar Gligorić, GM Aleksandar Matanović, GM Borislav Ivkov, GM Petar Trifunović, MI Božidar Đurašević, MI Adrija Fuderer | 29    |
| Medalla de bronze | Argentina      | GM Herman Pilnik, GM Oscar Panno, GM Erich Elikases, Rodolfo Argentino Redolfi, MI Raúl Sanguineti, Jaime Emma                 | 25,5  |
| 4                 | Estats Units   | GM Samuel Reshevsky, MI William Lombardy, GM Artur Bisguier, GM Larry Evans, GM Nicolas Rossolimo                              | 24    |
| 5                 | Txecoslovàquia | GM Luděk Pachman, GM Miroslav Filip, Jiří Fichtl, MI Július Kozma, MI Josef Rejfíř, Jan Šefc                                   | 22    |
| 6                 | RDA            | MI Wolfgang Uhlmann, Burkhard Malick, Sieghart Dittmann, Dieter Bertholdt, Reinhart Fuchs, Wolfgang Pietzsch                   | 22    |
| 7                 | RFA            | GM Wolfgang Unzicker, Paul Tröger, MI Lothar Schmidt, MI Klaus Darga, MI Gerhard Pfeiffer, Heinz Lehmann                       | 22    |
| 8                 | Suïssa         | MI Josef Kupper, MI Maximilian Blau, Dieter Keller, Edgard Walther, Erwin Nievergelt, Edwin Bhend                              | 19    |

#### Final B
| Pos. | Equip         | Jugadors                                                                                            | Punts |
| ---- | ------------- | --------------------------------------------------------------------------------------------------- | ----- |
| 13   | Hongria       | GM László Szabó, GM Gedeon Barcza, MI Lajos Portisch, MI István Bilek, Károly Honfi, Győző Forintos | 31    |
| 14   | Països Baixos | GM Max Euwe, MI Jan Donner, MI Lodewijk Prins, Carel van der Berg, MI Haije Kramer, Fritz Roessel   | 28,5  |
| 15   | Canadà        | MI Daniel Janofsky, MI Frank Anderson, MI Paul Vaitonis, Geza Fuster, Lionel Joyner, Ross Siemms    | 24,5  |

#### Final C
| Pos. | Equip      | Jugadors                                                                                     | Punts |
| ---- | ---------- | -------------------------------------------------------------------------------------------- | ----- |
| 25   | Noruega    | Ernst Rojahn, Aage Vestøl, Per Ofstad, Knut Bøckman, Per Lindblom, Trygve Halvorsen          | 30    |
| 26   | Filipines  | MI Radolfo Tan Cardoso, Florencio Campomanes, Melitón Borja, Romualdo Aldecoa,               | 29,5  |
| 27   | Sud-àfrica | Wolfgang Heidenfeld, Kurt Dreyer, Kenneth Kirby, Konstantin Grivainis, David Isaacson, Stern | 28    |

### Resultats individuals

#### Primer tauler
|                   | Jugador              | País           | Final | Punts | Partides | Percentatge |
| ----------------- | -------------------- | -------------- | ----- | ----- | -------- | ----------- |
| Medalla d'or      | GM Svetozar Gligorić | Iugoslàvia     | A     | 12    | 15       | 80          |
| Medalla de plata  | GM Max Euwe          | Països Baixos  | B     | 8,5   | 11       | 77,3        |
| Medalla de bronze | GM Mikhaïl Botvínnik | Unió Soviètica | A     | 9     | 12       | 75          |

#### Segon tauler
|                   | Jugador            | País           | Final | Punts | Partides | Percentatge |
| ----------------- | ------------------ | -------------- | ----- | ----- | -------- | ----------- |
| Medalla d'or      | MI Frank Anderson  | Canadà         | B     | 10,5  | 13       | 80,8        |
| Medalla de plata  | GM Vassili Smislov | Unió Soviètica | A     | 9,5   | 12       | 79,2        |
| Medalla de bronze | GM Oscar Panno     | Argentina      | A     | 12    | 16       | 75          |

#### Tercer tauler
|                   | Jugador       | País           | Final | Punts | Partides | Percentatge |
| ----------------- | ------------- | -------------- | ----- | ----- | -------- | ----------- |
| Medalla d'or      | GM Paul Keres | Unió Soviètica | A     | 9,5   | 12       | 79,2        |
| Medalla de plata  | Jiří Fichtl   | Txecoslovàquia | A     | 12,5  | 17       | 73,5        |
| Medalla de bronze | Melitón Borja | Filipines      | C     | 13,5  | 19       | 71          |

#### Quart tauler
|                   | Jugador            | País           | Final | Punts | Partides | Percentatge |
| ----------------- | ------------------ | -------------- | ----- | ----- | -------- | ----------- |
| Medalla d'or      | GM David Bronstein | Unió Soviètica | A     | 9,5   | 12       | 79,2        |
| Medalla de plata  | GM Larry Evans     | Estats Units   | A     | 11,5  | 16       | 71,9        |
| Medalla de bronze | Zandor Nilsson     | Suècia         | B     | 11    | 16       | 68,8        |

#### Cinquè tauler (primer suplent)
|                   | Jugador              | País           | Final | Punts | Partides | Percentatge |
| ----------------- | -------------------- | -------------- | ----- | ----- | -------- | ----------- |
| Medalla d'or      | GM Mikhaïl Tal       | Unió Soviètica | A     | 13,5  | 15       | 90          |
| Medalla de plata  | Georgi Tringov       | Bulgària       | A     | 7     | 10       | 70          |
| Medalla de bronze | GM Nicolas Rossolimo | Estats Units   | A     | 10    | 15       | 66,7        |
| Medalla de bronze | MI Haije Kramer      | Països Baixos  | B     | 8     | 12       | 66,7        |

#### Sisè tauler (segon suplent)
|                   | Jugador              | País           | Final | Punts | Partides | Percentatge |
| ----------------- | -------------------- | -------------- | ----- | ----- | -------- | ----------- |
| Medalla d'or      | GM Tigran Petrossian | Unió Soviètica | A     | 10,5  | 13       | 80,8        |
| Medalla d'or      | Győző Forintos       | Hongria        | B     | 10,5  | 13       | 80,8        |
| Medalla de bronze | MI Andrija Fuderer   | Iugoslàvia     | A     | 8,5   | 11       | 77,3        |